# Бувери, Уильям, 1-й граф Рэднор
Уильям Бувери, 1-й граф Рэднор (англ. William Bouverie, 1st Earl of Radnor; 26 февраля 1725 — 28 января 1776) — британский пэр. Он был известен как Достопочтенный Уильям Бувери с 1747 по 1761 год.

## Биография
Родился 26 февраля 1725 года. Старший сын Джейкоба Бувери, 1-го виконта Фолкстона (1694—1761), и Мэри Кларк (1701—1739). Он получил образование в Винчестерском колледже и Университетском колледже Оксфорда.
Он заседал в Палате общин Великобритании от Солсбери с 1747 по 1761 год.
Лорд Рднор занимал посты заместителя лейтенанта Уилтшира (с ноября 1750 года), заместителя лейтенанта Беркшира (с сентября 1758 года). Он сменил своего отца на посту виконта Фолкстона 17 февраля 1761 года и на посту регистратора (судьи) Солсбери 14 апреля 1761 года .
31 октября 1765 года Уильму Буверу был пожалован титул графа Рэднора и барона Плейделл-Бувери.
Лорд Рэднор был назначен членом Королевского общества в декабре 1767 года . Он был избран губернатором Французской больницы в 1770 году, став первым из девяти графов Рэднор, последовательно служивших в этом качестве.

## Семья и дети
Лорд Рэднор был трижды женат. 14 января 1748 года он женился первым браком на Гарриет Плейделл (? — 29 мая 1750), дочери сэра Марка Стюарта Плейделла, 1-го баронета. У супругов был один сын:
- Джейкоб Плейделл-Бувери, 2-й граф Рэднор (4 марта 1750 — 27 января 1828)[3], старший сын и преемник отца.

5 сентября 1751 года он женился вторым браком на Ребекке Аллейн (11 октября 1725 — 4 мая 1764), дочери Джона Аллейна, от брака с которой у него было трое сыновей:
- Достопочтенный Уильям Генри Бувери (30 октября 1752—1806), член Палаты общин
- Достопочтенный Бартоломью Бувери (29 октября 1753 — 31 мая 1835), член Палаты общин
- Достопочтенный Эдвард Бувери (20 сентября 1760 — 30 декабря 1824).

22 июля 1765 года он женился в третий раз на Энн Хейлз (24 июня 1736 — 18 июня 1795), дочери сэра Томаса Хейлза, 3-го баронета, и вдовы Энтони Данкомба, 1-го барона Февершема.